# Pio Istituto dei Sordi
Il Pio Istituto dei Sordi (in precedenza Pio istituto pei sordo-muti poveri di campagna) è una scuola per sordi di Milano. Il Pio Istituto fu fondato nel novembre dell'anno 1853 dal conte Paolo Taverna (1804-1878) e diretto dal primo giorno dal sacerdote don Giulio Tarra (1832-1839), . Si trova in via Giason del Maino, a Milano.